# Cukrovar Opava
Cukrovar Opava, zvaný též Vávrovický cukrovar, byl založen v roce 1869 a je posledním činným cukrovarem na Opavsku. Závod se nachází na pomezí opavských částí Jaktař a Vávrovice.

## Historie
Základní kámen nového cukrovaru byl na pomezí Jaktaře a Vávrovic položen v roce 1869 a už 8. ledna 1870 byla zahájena první řepná kampaň, během níž bylo zpracováno 7 616 t cukrové řepy. V roce 1873 byl cukrovar napojen na nově vybudovanou železniční trať Opava – Krnov.
Na přelomu 40. a 50. let 20. století byl místo zastaralého a válkou poničeného závodu na stejném místě postaven nový moderní cukrovar. Ten zahájil první řepnou kampaň 31. října 1953 a byl schopen zpracovat denně 1000 tun cukrovky. V té době byl začleněn do národního podniku Slezské cukrovary.
I v letech po znovuvybudování byl cukrovat průběžně modernizován. V roce 1988 bylo vybudováno silo s kapacitou 9500 tun cukru. Na toto silo pak v roce 2001 navázala stavba největšího cukerního sila v Česku s kapacitou 35 000 tun.
V roce 1989 opavský cukrovar zpracovával denně až 2050 tun cukrové řepy a v té době se jednalo o jeden ze závodů státního podniku Severomoravské cukrovary. 31. prosince 1991 se majitelem závodu stala společnost 1. Slezská, a.s., která se zasadila o další navýšení denní kapacity cukrovaru až na 3000 tun zpracovávané cukrovky v roce 1998.
V roce 1998 byla společnost prodána německé firmě Südzucker a ještě téhož roku rakouské Agraně. Následně došlo ke sloučení s cukrovary Hrušovany nad Jevišovkou a Uničov. Vlastníkem opavského cukrovaru se tak stala společnost, která se od roku 2001 jmenuje Moravskoslezské cukrovary a jeho 100% vlastníkem je rakouská Agrana.